# Rimsko-njemački car
Rimsko-njemački car (njem. Römisch-Deutscher Kaiser), izvorno i službeno car Rimljana (lat. Imperator Romanorum, njem. Kaiser der Römer), bila je titula vladara i poglavara Svetoga Rimskog Carstva. Titula se održavala zajedno s titulom kralja Italije (Rex Italiae) od 8. do 16. stoljeća i, gotovo bez prekida, s titulom kralja Njemačke (Rex Teutonicorum – doslovno ‘kralj Teutonaca’) od 12. do 18. stoljeća.
Titula rimsko-njemačkoga cara osiguravala je najveći prestiž među srednjovjekovnim katoličkim vladarima jer je Katolička Crkva Sveto Rimsko Carstvo smatrala jedinim nasljednikom Rimskoga Carstva tijekom srednjega i ranoga novog vijeka. Na taj su se način u teoriji i diplomaciji carevi smatrali »prvima među jednakima« (primus inter pares) među ostalim katoličkim vladarima diljem Europe. Posljednji nositelj titule bio je Franjo II. koji je 6. kolovoza 1806. godine abdicirao i ukinuo Sveto Rimsko Carstvo.

## Povijest pojmova „Rimski car“ i „Njemački“

### Rani i razvijeni srednji vijek
Srednjovjekovni vladari Svetog Rimskog Carstva smatrali su se, nadovezujući se na kasnoantičku carsku ideju i ideju obnove Rimskog Carstva pod Karlom Velikim (Renovatio imperii), izravnim nasljednicima rimskih Cezara i karolinških careva. Propagirali su ideju po kojoj je najviša svjetska moć imperium s Rimljana prešla na franačko-njemačko Carstvo (Translatio imperii ). 
Područje Istočne Franačke prvi put je u 11. stoljeću nazvano Regnum Teutonicum ili Regnum Teutonicorum (Kraljevstvo Nijemaca) . Papa je 962. Otona I. okrunio za  rimskoga cara, nakon što je on još prije stekao naslov kralja Italije.  Otonovi nasljednici zadržali su zahtjev za tim naslovom i inzistirali na pravu krunjenja za rimskog cara koje su mogli steći krunidbenim putem u Italiju (Romzug) i krunjenjem za cara od strane pape. Carstvo je obuhvaćalo osim njemačkh i talijanska područja, a od 1032. i Burgundiju te se počelo službeno nazivati Sveto Rimsko Carstvo što se prvi put pojavljuje u izvorima 1254. godine.  Vladari toga Carstva sami su početkom 11. stoljeća uzeli naslov  Rex Romanorum (Kralj Rimljana). S tim su naslovom povezali zahtjev za carskom krunom i nadnacionalnom vlasti koja je obuhvaćala njemačka, talijanska, francuska i slavenska područja.  Taj je zahtjev od početka borbe za investituru u 11. stoljeću papinstvo sve više osporavalo. 
Pored propagandističkih postojali su i sakralni razlozi za povezivanje s antičkim Rimskim Carstvom. Prema srednjovjekovnom shvaćanju povijesti u antici su jedno za drugim postojala četiri svjetska carstva: Medijsko Carstvo,  Perzijsko Carstvo,  Stara Grčka i Rimsko Carstvo. U Rimskome Carstvu, u kojem je rođen  Isus i koje se od doba cara Konstantina pretvorilo u kršćansko carstvo (Imperium Christianum ), mnogi su učenjaci od svetog Augustina pa nadalje vidjeli konačan oblik svjetske vlasti u kojem bi se razvijao kršćanstvo sve do kraja vremena. U Carstvu Karla Velikoga i njemačkih kraljeva nisu dakIe vidjeli nasljednika Zapadnog Rimskog Carstva,  propalog godine 476., nego samo to Carstvo u novom obliku. To se objašnjava i dodatkom Sveto u službenom nazivu Carstva i cara, nastalog u razvijenom srednjem vijeku.  
Rimsko je pravo doduše nastavilo neprekinuto postojati na Istoku u Bizantskom Carstvu. Budući da je 800. godine (kada je Karlo Veliki okrunjen za cara) Istočnorimskim odnosno Bizantskim Carstvom vladala žena, carica Irena, zastupnici teorije Translatio imperii argumentirali su Karlovu carsku krunidbu da je carsko prijestolje zbog toga prazno te je preko pape pravno preneseno na Karla Velikog. Na karolinšku tradiciju pozvao se 150 godina kasnije ponovo Oton I. Veliki, koji je stjecanjem carskog naslova godine 962. svjesno nastavio franačku i rimsku ideju Carstva.

### Kasni srednji vijek
Ideja Carstva bila je živa još i u kasnom srednjem vijeku kada je moć Carstva već bila znatno oslabila. Car Henrik VII., kojeg je Dante skoro panegirički hvalio, izravno je nastavio tu ideju i naglašavao značenje carstva kao univerzalne moći, također i u smislu kršćanskog sakralizma.  Pritom se poslužio i rimskim pravom (kao i Staufovci više od 100 godina prije njega). Carska ideja Henrika VII. izazvala je međutim otpor Francuske i pape. 
Dodatak „Njemačkog Naroda“  u imenu Carstva prvi se put pojavljuje u literaturi godine 1438. kada je na prijestolje stupio Albert II. Habsburgovac.  1486. prvi je put spomenut u zakonskom tekstu. Naglašavanje njemačkog karaktera  Rimskog Carstva  pojačano je od kraja 15. stoljeća kada je careva moć u Italiji bila praktički beznačajna i u biti se ograničavala na njemačko govorno područje. Ta je terminologija upotrebljavana i u ratu s burgundskim vladarom Karlom Smjelim .
U Carstvu je sve više i više prevladavalo mišljenje da kralja (odn. budućeg cara) biraju izborni knezovi, kojeg tada za cara kruni ili papa, ili koji, od ranog novog vijeka, bez papine potvrde postaje car. Papinstvo je naprotiv u srednjem vijeku uvijek inzistiralo na tome da ono može odlučivati o „dostojnosti“ samoga cara što je u Carstvu nailazilo na znatan otpor. Službeni kraljevski naslov je do otonskoga doba glasila Rex Francorum („Kralj Franaka“) u Regnum Francorum orientalium („Kraljevstvu istočnih Franaka“), a zatim Rimsko-njemački kralj („Rex Romanorum“).
Nakon carske krunidbe u titulaturu je dodavan carski dodatak  semper Augustus „uvijek uvećavatelj“, jer se Augustus pogrešno izvodilo od latinskog glagola augere ( „umnožiti“, „uvećati“). Pojam uvećavatelj odnosio se na obvezu cara da štiti i čuva prava Carstva. To je konkretno značilo da je car morao spriječiti gubitak carske moći (kao u Italiji) ili gubitak teritorija Carstva (kao u zapadnim područjima Carstva na granici s Francuskom). Taj se dodatak dijelom koristio i prije carske krunidbe.

### Novi vijek
Od Maksimilijana I. (1508.)  novoizabrani kralj također se zvao i  „Izabrani rimski car“, posljednji car kojeg je okrunio papa bio je Karlo V. (1530. u Bologni). 
Posljednji car  „Svetog Rimskog Carstva Njemačkog Naroda”, Franjo II. imao je naslov divina favente clementia electus Romanorum Imperator, semper Augustus „milošću Božjom izabrani Rimski car, uvijek uvećavatelj Carstva“, te, od doba Maksimilijana I., i dodatni naslov  Germaniae Rex „Kralj u Germaniji“.  Nakon što se Napoleon Bonaparte proglasio carem Francuza, Franjo II. se 11. kolovoza 1804. proglasio carem Austrije, pod imenom Franjo I.,  nastojeći izbjeći gubitak statusa i sačuvati carsku krunu u rukama Habsburgovaca. Osnivanjem Rajnskog saveza pod francuskim protektoratom i pod pritiskom francuskog ultimatuma, Franjo II. bio je prisiljen da se 6. kolovoza 1806. odrekne carske krune. Zabrinut da bi carska kruna mogla pasti u ruke Francuza, a austrijske zemlje zbog lenskopravne povezanosti s Carstvom de iure mogle doći pod francusku vlast, Franjo II. je ukinuo Sveto Rimsko Carstvo kao takvo pri čemu je prekoračio carske ovlasti.